# Sunset Limited
Sunset Limited är en bok/pjäs från 2006 av Pulitzerpris-vinnaren Cormac McCarthy.
Uruppsättningen gjordes av Steppenwolff Theatre i Chicago 18 maj 2006.
Senare samma år sattes den även upp i New York samtidigt som den publicerades som pocket.
Det finns en oklarhet i fråga om det är en bok eller en pjäs då verkets undertitel är "A novel in dramatic form".

## Handling
Boken utspelar sig i ett kalt rum där två personer, Black och White, sitter mitt emot varandra och samtalar.
Black har precis innan boken börjar räddat White från att slänga sig framför tåget "Sunset Limited", ett amerikanskt passagerartåg.

## Filmen
Film har också gjorts av Cormac McCarthys verk. Regissör och producent är Tommy Lee Jones som även spelar rollen som White. Som sin motspelare har han Samuel L. Jackson. Den började sändas i amerika på HBO den 11 februari 2011. I Sverige var premiären den 14 mars 2011.

### Fotnoter
1. ↑  ”cormacmccarthy.com”. Arkiverad från originalet den 18 mars 2011. https://web.archive.org/web/20110318233327/http://www.cormacmccarthy.com/works/sunsetlimited.htm. Läst 15 april 2011.